# 鞍ケ池公園
鞍ケ池公園（くらがいけこうえん）は、愛知県豊田市にある公園。

## 概要
1965年（昭和40年）4月1日に開設された風致公園で、地形的には鞍ケ池という灌漑用の池と若草山と呼ばれる丘などから構成される。
園内には約1,500本のサクラが植樹されているほか、動物園や植物園、記念館などの施設があり、地域の憩いの場となっている。
また、2005年（平成17年）3月19日に開通した自動車専用道路、東海環状自動車道の鞍ヶ池パーキングエリアからも直接入場できるようになった。
なお、園内では、かつて名鉄豊田線での試験運転に使われていたモ800形電車が静態保存されている（かつてはデキ300形電気機関車も木造貨車とともに静態保存されていたが、鞍ヶ池パーキングエリアの整備に伴い2003年（平成15年）に解体された）。
また、園内周遊のパークトレインなどもある。

## 施設

### 主な施設
- 鞍ケ池 - 池の名は、池の造成を命じた渡辺重綱が、完成時に自身の馬の鞍を投げ込んだという伝説に由来している[3]。ボート遊びができる。
- 動物園 - 36種188点の動物を飼育。
- 植物園
- トヨタ鞍ヶ池記念館 - トヨタ自動車の歴史や同社所有の絵画展示、移築された豊田喜一郎の別荘などから構成。
- 英国庭園 - 愛知万博でイギリス館で展示した菩提樹の寄贈を受けて整備。
- 豊田市動物愛護センター - 2015年4月1日オープン。旧くつろぎ館を整備してつくられた[4]。

### 2021年～22年に整備された新施設
- スターバックスコーヒー豊田鞍ケ池公園店 - 2021年4月6日オープン[5]。
- パークフィールドスノーピーク豊田鞍ヶ池店 - 2021年5月1日オープン[6]。
- スノーピークEAT豊田鞍ヶ池店 - 同上[7]。
- 住箱エリア
- キャンプデッキエリア
- エルミオーレ鞍ヶ池ホースパーク
- フォレストアドベンチャー・豊田鞍ヶ池 - 2022年3月30日オープン[8][9]

## 所在地
- 住所：愛知県豊田市矢並町法沢714-5

## 交通アクセス

### 公共交通機関
- 名鉄豊田線・三河線 豊田市駅下車、名鉄バス「鞍ケ池公園前」バス停下車。

### 自家用車
ETC車
- 東海環状自動車道 鞍ヶ池スマートIC下車すぐ。

非ETC車
- 東海環状自動車道 豊田勘八IC下車。
- 東海環状自動車道 豊田松平IC下車。
- 猿投グリーンロード 力石IC下車。
- 伊勢湾岸自動車道 豊田東IC下車。

## ギャラリー
- 鞍ケ池と水辺テラス
（2009年9月）
- 芝生広場から鞍ケ池方面を望む。
（2019年4月）
- プレイハウス
（2009年9月）
- 芝生広場
（2009年9月）
- 芝生広場
（2021年6月）
- 美しの塔
（2009年9月）
- 虹のかけ橋
（2009年9月）
- 虹のかけ橋から動物園・名鉄電車を望む。
（2019年4月）
- 名鉄電車
（2021年6月）
- 観光牧場
（2019年4月）
- 動物園
（2021年6月）
- 動物園
（2021年6月）
- 四季の古里（春）
（2019年4月）
- 四季の古里（夏）
（2009年9月）
- 豊田市動物愛護センター
（2022年11月）
- トヨタ鞍ヶ池記念館
（2018年10月）
- 旧豊田喜一郎邸
（2019年5月）
- パークトレイン
- パークフィールドスノーピーク豊田鞍ヶ池店
- スノーピークEAT豊田鞍ヶ池店
- スターバックスコーヒー豊田鞍ケ池公園店